# Mesoleius dubius
Mesoleius dubius är en stekelart som beskrevs av Holmgren 1857. Mesoleius dubius ingår i släktet Mesoleius och familjen brokparasitsteklar. Arten är reproducerande i Sverige. Inga underarter finns listade i Catalogue of Life.